# Pinchas Hirschsprung
Pinchas Hirschsprung (ur. 1912, zm. 25 stycznia 1998) – rabin, uczony żydowski, znawca Talmudu.
Urodził się w rodzinie rabina Chaima Hirschsprunga z Dukli. Jego pierwszym nauczycielem był dziadek, rabin Dowid Cwi Zemin, który był także nauczycielem późniejszego pierwszego rabina Klausenburga, Jekusiela Jehudy Halberstama. Tuż po osiągnięciu wieku bar micwy (13 lat) napisał swą pierwszą książkę „Pri Pinchas”, po czym przystąpił do pisania kolejnej: „Ohel Tora”. Studiował w Jeszywas Chachmej Lublin. Podczas egzaminu wstępnego popisał się znajomością z pamięci 2200 stron Talmudu. W czasie II wojny światowej został aresztowany. Przez Litwę i Japonię w 1941 r. dotarł do Kanady, gdzie objął w roku 1969 urząd naczelnego rabina Montrealu, który sprawował do swej śmierci w 1998 r. Jest założycielem i patronem szkoły Beis Jaakow dla ortodoksyjnych dziewcząt w Montrealu.